# Trichomesia newmani
Trichomesia newmani är en skalbaggsart som beskrevs av Francis Polkinghorne Pascoe 1859. Trichomesia newmani ingår i släktet Trichomesia och familjen långhorningar. Inga underarter finns listade i Catalogue of Life.